# Kryobiologie
Kryobiologie (von altgriechisch κρύος kryos „Eis“, „Frost“) ist ein Teilgebiet der Biologie, das sich mit den Einwirkungen sehr niedriger Temperaturen auf Organismen, Gewebe und Zellen beschäftigt. Dies betrifft vor allem Temperaturen unterhalb des Gefrierpunktes von Wasser, dessen flüssiger Zustand allgemein als Grundvoraussetzung für Leben angesehen wird.